# Talk Talk
Talk Talk var en brittisk musikgrupp som bildades 1981 av Mark Hollis (sång, gitarr, piano), Paul Webb och Lee Harris (trummor). Senare anslöt sig Simon Brenner till gruppen som keybordist. Gruppen albumdebuterade 1982 med The Party's Over på skivbolaget EMI. Mot slutet av gruppens existens bestod den främst av Mark Hollis och Tim Friese-Greene som låtskrivarpar även om den sistnämnde aldrig officiellt var medlem i gruppen. Talk Talk blev stilmässigt ett udda band med sin antipopstjärnestil och fick uppmärksamhet även för detta och sina nyskapande musikvideor bland annat för singlarna till The Colour of Spring.

## Historia
Gruppen började som ett av många syntbaserade band i kölvattnet efter Duran Duran och utvecklades mot slutet till en experimenterande samling musiker ihopsamlade av Mark Hollis och Tim Friese-Greene. Musiken skrevs av Hollis och Friese-Greene tillsammans men samtliga medverkande musiker bidrog med arrangemangen kring de bådas ramar. 
Det första albumet The Party's Over gav bandet några hits, bland annat Talk Talk och Today. Dessa generade pengar till skivbolaget vilket gav bandet relativt fria händer att fortsätta släppa skivor. 
1984 kom albumet It's My Life som till en början helt saknade framgång men som kring ett halvår efter skivsläppet började klättra på listorna främst i Holland, Tyskland, Italien och Frankrike. Flera hits på skivan, bland andra "Such a Shame" och titellåten, bäddade för goda inkomster till skivbolaget EMI och gruppen. 
Talk Talk fick nu möjligheten att få helt fria händer inför det tredje albumet The Colour of Spring (1986). Man tog nu in studiomusiker förutom kärnan i gruppen och lät dessa sätta sin prägel på låtmaterialet. Fortfarande var ramarna något styrda. Skivan blev mycket uppmärksammad och sålde bra i tidigare nämnda länder men även i hemlandet. Flera singlar släpptes där främst "Life's What You Make It" och "Living in Another World" lyckades bäst på försäljningslistorna. År 2000 gjorde popgruppen No Doubt en cover på ledmotivet "It's My Life".
Med deras två sista album Spirit of Eden (1988) och Laughing Stock (1991) lade bandet grunden till postrocken i början av 1990-talet. Skivor som blev kritikersuccéer men som inte sålde så bra. Dessa skivor räknas som väldigt experimentella och många musiker och band bland annat Radiohead och Coldplay anger dessa som inspirerande album till deras eget musikskapande. 
Efter Laughing Stock, som var mer eller mindre ett verk av Hollis och Friese-Greene med studiomusiker splittrades bandet. Paul Webb, som redan lämnat bandet startade bandet .O.rang med Lee Harris. Tim Friese-Greene började spela in musik under namnet Heligoland. Mark Hollis gav ut ett självbetitlat soloalbum 1998. Soundet påminde mycket om Spirit of Eden och Laughing Stock och fick bra kritik. Mark Hollis lämnade musikindustrin kort därefter.
Webb har även spelat in musik tillsammans med Beth Gibbons under namnet Rustin Man, som 2002 gav ut Out of Season. Lee Harris medverkar på Bark Psychosis album Codename: Dustsucker (2004).

## Diskografi

### Studioalbum
- 1982 – The Party's Over
- 1984 – It's My Life
- 1986 – The Colour of Spring
- 1988 – Spirit of Eden (med "I Believe in You")
- 1991 – Laughing Stock

### Livealbum
- 1998 – London 1986 (Hammersmith Odeon)

### Samlingsalbum
- 1985 – It's My Mix (släppt endast i Italien)
- 1990 – Natural History: The Very Best of Talk Talk
- 1991 – History Revisited: The Remixes
- 1997 – The Very Best of Talk Talk
- 1998 – Asides Besides
- 2000 – 12X12 Original Remixes
- 2000 – The Collection
- 2001 – Missing Pieces
- 2003 – The Essential
- 2003 – Introducing...
- 2011 – Essential

### Video
- 2008 – Live at Montreux 1986 (DVD)
- 2012 – Live in Spain 1986 (DVD)

### Singlar
Hitsinglar (topp 40 på UK Singles Chart)
- 1982 – "Today" (#14)
- 1982 – "Talk Talk" (återutgåva) (#23)
- 1986 – "Life's What You Make It" (#16)
- 1990 – "It's My Life" (andra återutgåva) (#13)
- 1990 – "Life's What You Make It" (återutgåva) (#23)